# روبي سكوت
روبي سكوت (بالإنجليزية: Robby Scott) هو لاعب كرة قاعدة أمريكي، ولد في 29 أغسطس 1989 في ميامي في الولايات المتحدة.

## وصلات خارجية
- روبي سكوت على موقع دوري كرة القاعدة الرئيسي (الإنجليزية)
- روبي سكوت على موقعبيزبول رفرنس.كوم (الدوري الرئيسي) (الإنجليزية)
- روبي سكوت على موقعبيزبول رفرنس.كوم (الدوري الثانوي) (الإنجليزية)
- روبي سكوت على موقع إي إس بي إن.كوم (أم.أل.بي) (الإنجليزية)
- روبي سكوت على موقع مشجعي الرسوم البيانية (الإنجليزية)